# Десет хиљада година!
Фраза "десет хиљада година"  (萬歲  на пинјину, кинеском дијалекту, или у Јапану преведено као  Банзаи) коришћена је да би се благословио император у источној Азији у древним временима. Фраза је настала у старој Кини, где је био обичај да се ода почаст Кинеском императору њеним понављањем у фазама више пута, као "Wú huáng wànsuì, wànsuì, wànwànsuì" (吾皇萬歲，萬歲，萬萬歲), што дословно значи „Нека мој Император живи и влада десет хиљада година, десет хиљада година, десет хиљада од десет хиљада година“. У кинеској нумерологији ова фраза има конотацију вечности, непребројности, слично грчком миријад. У енглеском језику се често преводи као „Лонг лив!" ("Long live!") што на српском значи „Дуго нам живео!", мада има конотације које нису присутне у овој енглеској фрази.